# Paweł Król
Paweł Król (Zawadzkie, 10 oktober 1960) is een voormalig profvoetballer uit Polen, die zijn actieve carrière in 1991 beëindigde bij Śląsk Wrocław.

## Clubcarrière
Król speelde tien seizoenen als verdediger in eigen land bij Śląsk Wrocław, met wie hij in 1987 zowel de Poolse beker als de Poolse Supercup won.

## Interlandcarrière
Król kwam in totaal 22 keer (drie doelpunten) uit voor de nationale ploeg van Polen in de periode 1981–1988. Hij maakte zijn debuut op 27 januari 1981 in een vriendschappelijke uitwedstrijd tegen Japan (2-4). Zijn 22ste en laatste interland speelde Król op 24 augustus 1988, toen hij in de vriendschappelijke wedstrijd tegen Bulgarije (3-2) na 83 minuten inviel voor Krzysztof Warzycha.
| Interlanddoelpunten | Interlanddoelpunten | Interlanddoelpunten | Interlanddoelpunten                    | Interlanddoelpunten | Interlanddoelpunten | Interlanddoelpunten | Interlanddoelpunten |
| #                   | Datum               | Locatie             | Wedstrijd                              | Goal(s)             | Score               | Uitslag             | Wedstrijd           |
| ------------------- | ------------------- | ------------------- | -------------------------------------- | ------------------- | ------------------- | ------------------- | ------------------- |
| 1                   | 10/10/1982          | Lissabon            | Portugal – Polen                       | 90'                 | 2 – 1               | 2 – 1               | EK-kwalificatie     |
| 2                   | 24/03/1987          | Wrocław             | Polen – Noorwegen                      | 9'                  | 2 – 0               | 4 – 1               | Oefeninterland      |
| 3                   | 19/08/1987          | Lubin               | Polen – Duitse Democratische Republiek | 21' (pen)           | 1 – 0               | 2 – 0               | Oefeninterland      |

## Erelijst
Śląsk Wrocław
- Pools bekerwinnaar

1987
- Poolse Supercup

1987